# 1840 en arts plastiques
| Années des arts plastiques : 1837 - 1838 - 1839 - 1840 - 1841 - 1842 - 1843    |
| Décennies des arts plastiques : 1810 - 1820 - 1830 - 1840 - 1850 - 1860 - 1870 |

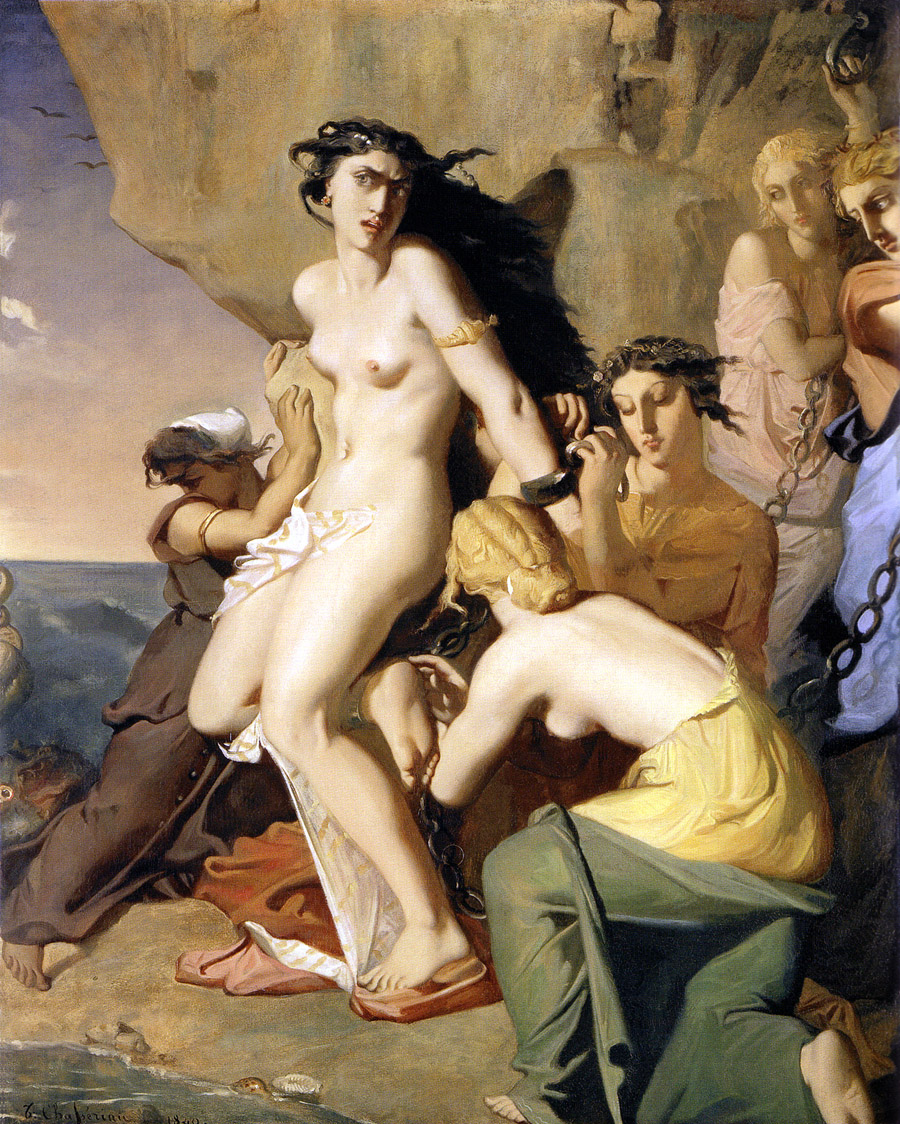
Andromède et les Néréides, toile de Théodore Chassériau.

Cette page concerne l'année 1840 en arts plastiques.

## Événements
- Découverte du lustre de Cortone, un objet étrusque remarquable[1].

## Œuvres
- Portrait de Madame Oudiné, huile sur toile d'Hippolyte Flandrin
- Le Bon Pasteur, dessin de Joseph von Führich

## Naissances
- 12 janvier : Victor Giraud, peintre français († 20 février 1871),
- 17 janvier : Lorenzo Delleani, peintre italien († 15 novembre 1908),
- 2 février : Josef Gold, peintre autrichien († 15 mai 1922),
- 10 février : Edmond-Adolphe Rudaux, peintre, illustrateur et graveur français († juin 1908),
- 4 mars : Alphonse Moutte, peintre français († 21 avril 1913),
- 15 mars : Lazzaro De Maestri, peintre italien († 28 septembre 1905),
- 1er avril : Illarion Prianichnikov, peintre russe († 24 mars 1894),
- 12 avril : Ferdinand Roybet, peintre et graveur  français († 11 avril 1920),
- 20 avril : Odilon Redon, peintre, graveur et écrivain français († 6 juillet 1916),
- 3 mai : Nikolaï Kochelev, peintre russe († 1918),
- 4 mai : Otto Baisch, peintre, poète et écrivain allemand († 18 octobre 1892),
- 5 mai : Teofilo Patini, peintre italien († 16 novembre 1906),
- 9 mai : Cesare Maccari, peintre et aquafortiste italien († 7 août 1919),
- 19 mai : Louis-Marie Faudacq, douanier, peintre et graveur français († 31 mai 1916),
- 28 mai : Gaetano de Martini, peintre italien  († 9 juin 1917),
- 2 juin : Émile Munier, peintre français († 29 juin 1895),
- 5 juin : Otto Frölicher, peintre suisse († 2 novembre 1890),
- 9 juin : Étienne Mazas, peintre et graveur français († 17 mai 1927),
- 10 juin : Theodor Philipsen, peintre danois († 3 mars 1920),
- 11 juin : Henri de Braekeleer, peintre belge († 20 juillet 1888),
- 13 juin : Domenico Bruschi, peintre italien († 19 octobre 1910),
- 30 juin : Émile Zipelius, peintre français († 16 septembre 1865),
- 4 juillet : Eugenio Tano, peintre italien († 6 décembre 1914),
- 5 juillet : Georges Louis Hyon, peintre et illustrateur français († 6 décembre 1913),
- 6 juillet :
  - Johannes Hermanus Barend Koekkoek, peintre néerlandais († 24 janvier 1912),
  - José María Velasco Gómez, peintre mexicain († 26 août 1912),
- 26 juillet : Abigail May Alcott Nieriker, artiste américaine († 29 décembre 1879),
- 19 août : Jeanna Bauck, peintre suédo-allemande († 27 mai 1926),
- 23 août : Gabriel von Max, peintre autrichien († 24 novembre 1915),
- 5 septembre : Heinrich Deiters, peintre allemand († 29 juillet 1916),
- 23 septembre : Henri-Léopold Lévy, peintre français († 29 décembre 1904),
- 25 septembre : Filippo Carcano, peintre italien († 19 janvier 1914),
- 30 septembre : Jean-Georges Vibert, peintre de genre et dramaturge français († 28 juillet 1902),
- 9 octobre : Gustan Le Sénéchal de Kerdréoret, peintre français († 1933),
- 13 octobre : Mosè Bianchi ,peintre italien († 15 mars 1904),
- 17 octobre : André Gill, caricaturiste, peintre et chansonnier français († 1er mai 1885),
- 28 octobre :
  - Wilfrid-Constant Beauquesne, peintre français († 9 octobre 1913),
  - Diogène Maillart, peintre français († 3 août 1926),
- 6 novembre : Léonce Ricau, peintre français († 20 avril 1930),
- 12 novembre : Auguste Rodin, sculpteur français († 17 novembre 1917),
- 14 novembre : Claude Monet, peintre français († 5 décembre 1926),
- 16 novembre :
  - Léon Albert Hayon, peintre français († 1885),
  - Henry Cros, sculpteur, peintre, céramiste et maître verrier français († 31 janvier 1907),
- 30 novembre : Armand Beauvais, peintre, graveur et lithographe français († 25 juillet 1911),
- 1er décembre : Marie Bracquemond, peintre, graveuse et céramiste française († 17 janvier 1916),
- 20 décembre : Kazimierz Alchimowicz, peintre polonais († 31 décembre 1916),
- 25 décembre : Joséphine Houssay, peintre et lithographe française († 27 mars 1914),
- 28 décembre : Thomas Hovenden, peintre et professeur irlando-américain († 14 août 1895),
- ? :
  - Gaston Mélingue, peintre français († 3 avril 1914),
  - Camille Moreau-Nélaton, peintre et céramiste française († 4 mai 1897),
  - Matías Moreno, peintre et sculpteur espagnol († 1906).

## Décès
- 28 janvier : Ernst Ludwig Riepenhausen, peintre et graveur allemand (° 1765),
- 4 mars : Domenico Pellegrini, peintre italien (° 19 mars 1759),
- 19 mars : Thomas Daniell, peintre britannique (° 1749),
- 21 mars : Alexandre de La Motte-Baracé, écrivain et peintre français (° 3 juillet 1781),
- 2 mai : Hilaire Ledru, peintre français (° 19 février 1769),
- 4 mai : Carl Ludwig Engel, architecte et peintre allemand et finlandais (° 3 juillet 1778),
- 7 mai : Caspar David Friedrich, peintre allemand (° 5 septembre 1774),
- 23 juillet : Carl Blechen, peintre allemand (° 29 juillet 1798),
- 24 septembre : Vincenzo Chialli, peintre italien (° 27 juillet 1787),
- 12 octobre : Jeanne-Philiberte Ledoux, peintre française (° 1767),
- 23 décembre : Henri Elouis, peintre français (° 20 janvier 1755).